# Antonín Ulrich Sasko-Meiningenský
Antonín Ulrich Sasko-Meiningenský (22. října 1687, Meiningen – 27. ledna 1763, Frankfurt nad Mohanem) byl v letech 1746 až 1763 sasko-meiningenským vévodou.

## Život
Antonín Ulrich se narodil 22. října 1687 v Meiningenu jako syn vévody Bernarda I. Sasko-Meiningenského a jeho druhé manželky Alžběty Eleonory Brunšvicko-Wolfenbüttelské.
Po smrti jeho otce v roce 1706 nemělo být podle jeho závěti vévodství rozděleno mezi jeho dědice. Nicméně, kvůli nedostatku pravidla prvorozenství, museli jeho tři synové vládnout společně: Antonín Ulrich a jeho dva starší nevlastní bratři Arnošt Ludvík a Fridrich Vilém. To vedlo ke konfliktu mezi Arnoštem Ludvíkem a Antonínem Ulrichem, který trval až do smrti Arnošta Ludvíka v roce 1724. Chaos však pokračoval, protože nyní Fridrich Vilém a Antonín Ulrich vydávali protichůdná nařízení.
Antonín Ulrich žil dlouhá léta v Amsterdamu; v Nizozemsku se také v roce 1711 tajně morganaticky oženil. Vzhledem k tomu, že Antonínova sestřenice z matčiny strany byla manželkou císaře Karla VI., udělal určitý pokrok ve svých pokusech, aby jeho potomci získali nárok na dědictví. Po Karlově smrti však císař Karel VII. v roce 1744 Antonínových deset dětí vyloučil ze sasko-meiningenského následnictví. Předchozího roku Antonínova manželka Filipína Alžběta Caesarová zemřela. V roce 1746 zemřel také jeho nevlastní bratr Fridrich Vilém a Antonín Ulrich se tak stal jediným sasko-meiningenským vévodou. Přestože jeho příbuzní ve Výmaru a Gothě diskutovali o rozdělení Sasko-Meiningenu, Antonín Ulrich se znovu oženil a podařilo se mu zplodit dalších osm dětí – všechny způsobilé k dědictví.
Poté, co se stal vévodou, opustil Antonín Ulrich Meiningen a ustanovil svou oficiální residencí Frankfurt nad Mohanem, kde žil až do své smrti 27. ledna 1763.

## Manželství
V lednu 1711 se třiadvacetiletý Antonín Ulrich oženil s Filipínou Alžbětou Caesarovou, dvorní dámou své oblíbené sestry Alžběty Ernestiny. Manželství bylo nerovné, ale v roce 1727 byl Filipíně udělen titul princezna. Všechny jejich děti měli také titul princ/princezna:
- Filipína Antonie Sasko-Meiningenská (1. srpna 1712 – 21. ledna 1785)
- Filipína Alžběta Sasko-Meiningenská (10. září 1713 – 18. března 1781)
- Filipína Luisa Sasko-Meiningenská (10. října 1714 – 25. října 1775)
- Filipína Vilemína Sasko-Meiningenská (11. října 1715 – 1718)
- Bernard Arnošt Sasko-Meiningenský (14. prosince 1716 – 14. června 1778)
- Antonie Augusta Sasko-Meiningenská (29. prosince 1717 – 19. září 1768)
- Žofie Vilemína Sasko-Meiningenská (23. února 1719 – 24. listopadu 1723)
- Karel Ludvík Sasko-Meiningenský (30. října 1721 – květen 1727)
- Kristýna Frederika Sasko-Meiningenská (13. prosince 1723 – zemřela po několika dnech)
- Fridrich Ferdinand Sasko-Meiningenský (12. března 1725 – 17. června 1725)

26. září 1750 se Antonín Ulrich v Bad Homburg vor der Höhe podruhé oženil s o třiačtyřicet let mladší Šarlotou Amálií Hesensko-Philippsthalskou. S ní měl osm dětí:
- 1. Šarlota Sasko-Meiningenská (11. 9. 1751 Frankfurt nad Mohanem – 25. 4. 1827 Janov)
  - ⚭ 1769 Arnošt II. Sasko-Gothajsko-Altenburský (30. 1. 1745 Gotha – 20. 4. 1804 tamtéž), vévoda sasko-gothajsko-altenburský od roku 1772 až do své smrti
- 2. Luisa Sasko-Meiningenská (6. 8. 1752 Frankfurt nad Mohanem – 3. 6. 1805 Kassel)
  - ⚭ 1781 Adolf Hesensko-Philippsthalsko-Barchfeldský (29. 6. 1743 Ypry – 17. 7. 1803 Barchfeld), lankrabě hesensko-philippsthalsko-barchfeldský
- 3. Alžběta Sasko-Meiningenská (11. 9. 1753 Frankfurt nad Mohanem – 3. 2. 1754 tamtéž)
- 4. Karel Vilém Sasko-Meiningenský (19. 11. 1754 Frankfurt nad Mohanem – 21. 7. 1782 Sonneberg), vévoda sasko-meinigenský od roku 1763 až do své smrti, v době nezletilosti vládla matka, jako regentka
  - ⚭ 1780 Luisa Stolbersko-Gedernská (13. 10. 1764 Gedern – 24. 5. 1834)
- 5. Fridrich František Sasko-Meiningenský (16. 3. 1756 Frankfurt nad Mohanem – 25. 3. 1761 tamtéž)
- 6. Fridrich Vilém Sasko-Meiningenský (18. 11. 1757 Frankfurt nad Mohanem – 13. 4. 1758 tamtéž)
- 7. Jiří I. Sasko-Meiningenský (4. 2. 1761 Frankfurt nad Mohanem – 24. 12. 1803 Meiningen), vévoda sasko-meinigenský od roku 1782 až do své smrti
  - ⚭ 1782 Luisa Eleonora z Hohenlohe-Langenburgu (11. 8. 1763 Langenburg – 30. 4. 1837 Meiningen)
- 8. Amálie Sasko-Meiningenská (4. 3. 1762 Frankfurt nad Mohanem – 28. 5. 1798)
  - ⚭ 1783 kníže Karel Jiří Erdmann z Carolath-Beuthenu (3. 11. 1759 – 1. 1. 1817)

## Vývod z předků
|                                   |                                                             |  |                                  |                                            |  |  |  |  |  |  |  | Jan Vilém Sasko-Výmarský |
|                                   |                                                             |  |                                  |                                            |  |  |  |  |  |  |  |                          |
|                                   | Jan II. Sasko-Výmarský                                      |  |                                  |                                            |  |  |  |  |  |  |  |                          |
|                                   |                                                             |  |                                  |                                            |  |  |  |  |  |  |  |                          |
|                                   |                                                             |  |                                  | Dorotea Zuzana Simmernská                  |  |  |  |  |  |  |  |                          |
|                                   |                                                             |  |                                  |                                            |  |  |  |  |  |  |  |                          |
|                                   | Arnošt I. Sasko-Gothajský                                   |  |                                  |                                            |  |  |  |  |  |  |  |                          |
|                                   |                                                             |  |                                  |                                            |  |  |  |  |  |  |  |                          |
|                                   |                                                             |  |                                  | Jáchym Arnošt Anhaltský                    |  |  |  |  |  |  |  |                          |
|                                   |                                                             |  |                                  |                                            |  |  |  |  |  |  |  |                          |
|                                   | Dorotea Marie Anhaltská                                     |  |                                  |                                            |  |  |  |  |  |  |  |                          |
|                                   |                                                             |  |                                  |                                            |  |  |  |  |  |  |  |                          |
|                                   |                                                             |  |                                  | Eleonora Württemberská                     |  |  |  |  |  |  |  |                          |
|                                   |                                                             |  |                                  |                                            |  |  |  |  |  |  |  |                          |
|                                   | Bernard I. Sasko-Meiningenský                               |  |                                  |                                            |  |  |  |  |  |  |  |                          |
|                                   |                                                             |  |                                  |                                            |  |  |  |  |  |  |  |                          |
|                                   |                                                             |  |                                  | Fridrich Vilém I. Sasko-Výmarský           |  |  |  |  |  |  |  |                          |
|                                   |                                                             |  |                                  |                                            |  |  |  |  |  |  |  |                          |
|                                   | Jan Filip Sasko-Altenburský                                 |  |                                  |                                            |  |  |  |  |  |  |  |                          |
|                                   |                                                             |  |                                  |                                            |  |  |  |  |  |  |  |                          |
|                                   |                                                             |  |                                  | Anna Marie Falcko-Neuburská                |  |  |  |  |  |  |  |                          |
|                                   |                                                             |  |                                  |                                            |  |  |  |  |  |  |  |                          |
|                                   | Alžběta Žofie Sasko-Altenburská                             |  |                                  |                                            |  |  |  |  |  |  |  |                          |
|                                   |                                                             |  |                                  |                                            |  |  |  |  |  |  |  |                          |
|                                   |                                                             |  |                                  | Jindřich Julius Brunšvicko-Lüneburský      |  |  |  |  |  |  |  |                          |
|                                   |                                                             |  |                                  |                                            |  |  |  |  |  |  |  |                          |
|                                   | Alžběta Brunšvicko-Wolfenbüttelská                          |  |                                  |                                            |  |  |  |  |  |  |  |                          |
|                                   |                                                             |  |                                  |                                            |  |  |  |  |  |  |  |                          |
|                                   |                                                             |  |                                  | Alžběta Dánská                             |  |  |  |  |  |  |  |                          |
|                                   |                                                             |  |                                  |                                            |  |  |  |  |  |  |  |                          |
| Antonín Ulrich Sasko-Meiningenský |                                                             |  |                                  |                                            |  |  |  |  |  |  |  |                          |
|                                   |                                                             |  |                                  |                                            |  |  |  |  |  |  |  |                          |
|                                   |                                                             |  | Jindřich Brunšvicko-Dannenberský |                                            |  |  |  |  |  |  |  |                          |
|                                   |                                                             |  |                                  |                                            |  |  |  |  |  |  |  |                          |
|                                   | August Brunšvicko-Wolfenbüttelský                           |  |                                  |                                            |  |  |  |  |  |  |  |                          |
|                                   |                                                             |  |                                  |                                            |  |  |  |  |  |  |  |                          |
|                                   |                                                             |  |                                  | Uršula Sasko-Lauenburská                   |  |  |  |  |  |  |  |                          |
|                                   |                                                             |  |                                  |                                            |  |  |  |  |  |  |  |                          |
|                                   | Anton Ulrich Brunšvicko-Wolfenbüttelský                     |  |                                  |                                            |  |  |  |  |  |  |  |                          |
|                                   |                                                             |  |                                  |                                            |  |  |  |  |  |  |  |                          |
|                                   |                                                             |  |                                  | Rudolf Anhaltsko-Zerbstský                 |  |  |  |  |  |  |  |                          |
|                                   |                                                             |  |                                  |                                            |  |  |  |  |  |  |  |                          |
|                                   | Dorotea Anhaltsko-Zerbstská                                 |  |                                  |                                            |  |  |  |  |  |  |  |                          |
|                                   |                                                             |  |                                  |                                            |  |  |  |  |  |  |  |                          |
|                                   |                                                             |  |                                  | Dorotea Hedvika Brunšvicko-Wolfenbüttelská |  |  |  |  |  |  |  |                          |
|                                   |                                                             |  |                                  |                                            |  |  |  |  |  |  |  |                          |
|                                   | Alžběta Eleonora Brunšvicko-Wolfenbüttelská                 |  |                                  |                                            |  |  |  |  |  |  |  |                          |
|                                   |                                                             |  |                                  |                                            |  |  |  |  |  |  |  |                          |
|                                   |                                                             |  |                                  | Jan II. Šlesvicko-Holštýnsko-Sonderburský  |  |  |  |  |  |  |  |                          |
|                                   |                                                             |  |                                  |                                            |  |  |  |  |  |  |  |                          |
|                                   | Fridrich Šlesvicko-Holštýnsko-Sønderbursko-Norburský        |  |                                  |                                            |  |  |  |  |  |  |  |                          |
|                                   |                                                             |  |                                  |                                            |  |  |  |  |  |  |  |                          |
|                                   |                                                             |  |                                  | Alžběta Brunšvicko-Grubenhagenská          |  |  |  |  |  |  |  |                          |
|                                   |                                                             |  |                                  |                                            |  |  |  |  |  |  |  |                          |
|                                   | Alžběta Juliana Šlesvicko-Holštýnsko-Sonderbursko-Norburská |  |                                  |                                            |  |  |  |  |  |  |  |                          |
|                                   |                                                             |  |                                  |                                            |  |  |  |  |  |  |  |                          |
|                                   |                                                             |  |                                  | Rudolf Anhaltsko-Zerbstský                 |  |  |  |  |  |  |  |                          |
|                                   |                                                             |  |                                  |                                            |  |  |  |  |  |  |  |                          |
|                                   | Eleonora Anhaltsko-Zerbstská                                |  |                                  |                                            |  |  |  |  |  |  |  |                          |
|                                   |                                                             |  |                                  |                                            |  |  |  |  |  |  |  |                          |
|                                   |                                                             |  |                                  | Dorotea Hedvika Brunšvicko-Wolfenbüttelská |  |  |  |  |  |  |  |                          |
|                                   |                                                             |  |                                  |                                            |  |  |  |  |  |  |  |                          |